# Pseudbarydia selene
Pseudbarydia selene là một loài bướm đêm trong họ Noctuidae.